# Devrekani
Devrekani ist eine Stadt und der Hauptort des gleichnamigen Landkreises (türkisch İlçe) in der türkischen Provinz Kastamonu in Nordanatolien. Devrekani liegt ca. 25 km nördlich der Provinzhauptstadt Kastamonu auf einer über 1000 m hoch gelegenen Hochebene, die von den Höhenrücken des Gebirgszugs Küre Dağları eingerahmt wird. Die Stadt Devrekani liegt 5 km östlich der Hauptverbindungsstraße D765 (Kastamonu–İnebolu). 
Der Landkreis grenzt an den zentralen Landkreis (Merkez) Kastamonu im Süden, an den Kreis Seydiler im Westen, den Kreis Küre im Nordwesten, den Kreis Bonzkurt im Norden, den Kreis Çatalzeytin im Nordosten sowie den Kreis Taşköprü im Südosten. Die Bevölkerungsdichte (17,3) liegt unter dem Provinzdurchschnitt (28,8 Einw. je km²). Der Kreis besteht neben der Kreisstadt aus 54 Dörfern (Köy) mit durchschnittlich 115 Bewohnern. Die Palette der Einwohnerzahlen reicht von 277 (Habeşli) bis 22 (Erenler).
Der Fluss Devrekani Çayı durchfließt den Landkreis nördlich von Devrekani in westlicher Richtung. 8 km ostnordöstlich der Stadt befindet sich die Kulaksızlar-Talsperre.